# 倉敷芸術科学大学の人物一覧
倉敷芸術科学大学の人物一覧（くらしきげいじゅつかがくだいがくのじんぶついちらん）は倉敷芸術科学大学に関連する人物の一覧記事。

## 教職員
- 浅沼圭司
- 江島潔 - 元客員教授、参議院議員
- 大林宣彦 - 客員教授、映画監督
- 大原謙一郎 - 客員教授、大原美術館、倉敷中央病院理事長
- 岡田輝
- 加計勉 - 加計学園グループの創始者
- 片岡聡一 - 客員教授、総社市長
- かぼちゃ - 芸術学部講師、イラストレーター、漫画家
- 唐木英明 - 元学長、生命科学者、東京大学名誉教授、日本学術会議元副会長、獣医師
- 河口龍夫
- 木村重圭 - 元教授
- 黒川伊保子 - 非常勤講師[1]
- 小出肇 - 芸術学部教授
- 河野伊一郎 - 元学長
- 小谷眞三 - 元教授、ガラス工芸作家
- 小西通雄
- 下田義寛 - 元教授、名誉教授、日本画家
- 鈴木章 - 元教授、化学者、北海道大学名誉教授、2010年ノーベル化学賞受賞者
- 鈴木まどか - 元教授
- 須見洋行 - 元教授、名誉教授、医学博士、ナットウキナーゼ発見者
- 関口照生 - 客員教授[2]、写真家
- 添田喬 - 元学長
- 高橋秀 - 元教授、名誉教授、芸術家
- 滝沢敏文
- 谷口澄夫 - 元学長
- 辻二郎 - 元教授、 化学者、東京工業大学栄誉教授
- 鳥居元宏
- 仲章伸 - 生命科学部教授
- 中田宏 - 元客員教授[3]
- 中西夏之 - 元教授[4]、美術家
- 名木田薫
- 西田和昭
- 浜家輝雄 ‐ 元学長補佐、山陽放送（RSK）元アナウンサー
- 春野恵子 ‐ 元客員教授[5]
- 蛭田二郎 - 元芸術学部長、彫刻家
- 藤原雄 - 元教授[6]、陶芸家、備前焼の人間国宝
- 牧義夫 - 元客員教授
- 水野晴郎 - 元教授、映画評論家、映画監督、タレント
- 村上良子 - 元教授、名誉教授、紬織の人間国宝
- 村山公保 - 危機管理学部教授
- 森廣二 - 硬式野球部監督、元プロ野球選手
- 柳澤康信 - 学長
- 山田貴敏 - 元客員教授[7]

## 在学生
- 桑木志帆（プロゴルファー、生命科学部健康科学科在学中）
- 田中刑事（フィギュアスケート選手、生命科学部健康科学科卒、大学院在学中）

## 卒業生
- 石川昌浩（ガラス工芸作家）
- 狩山俊輔（映画監督・演出家）
- 岸本ヒロキ（スタジアムDJ）
- 佐藤慎治（ghostnoteベース・コーラス）
- 杉原輝昭（テレビドラマ監督・演出家）
- 友滝佳子（フィギュアスケート選手）
- 藤田和典（元プロボクサー）
- 政成和慶（映画監督）
- 壬生川真優（元アナウンサー）
- 山角豪（実業家、教養学部中退）
- 横山ポンスケ（お笑いタレント）